# 長良川リバーサイドウェイ

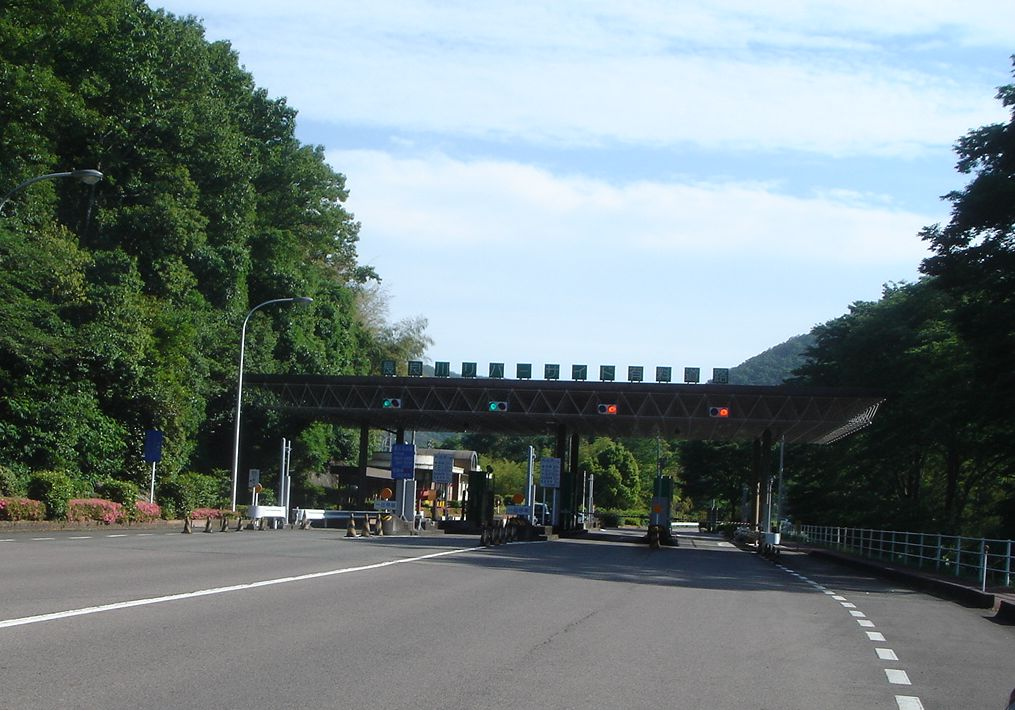
料金所出口（2007年撮影）

長良川リバーサイドウェイ（ながらがわリバーサイドウェイ）は、岐阜県関市上白金から同県岐阜市大宮町に至る、岐阜県道287号上白金真砂線の一部を構成する道路である。岐阜市芥見から同市岩田西までの1.13 kmの区間は、岐阜市で初めての有料道路となる長良川リバーサイド有料道路として供用されていた。

## 概要
関市・美濃市方面から岐阜市中心部へ連絡する一般県道上白金真砂線（長良川左岸道路）は、一部通行不能区間があったことから、その周辺部や対岸の主要地方道岐阜美濃線及び国道156号が著しく渋滞していた。「長良川リバーサイドウェイ」は通行不能区間を解消してバイパス道路の機能を持たせ、交通混雑緩和を図るために整備されたもので、1980年度（昭和50年度）から整備に着手した。
長良川リバーサイド有料道路は、全長10.2kmの「長良川リバーサイドウェイ」のうち、中央部1.1kmの一部通行不能区間を早期整備するために岐阜県道路公社の有料道路として計画されたもので、1984年（昭和59年）9月1日に有料道路事業に着手し、1987年（昭和62年）4月1日に供用開始した。
本有料道路は料金徴収業務の合理化を図るため、全国に先駆けて自動料金収受システムを導入した。また、植栽による緑化修景を行い、金華山麓及び長良川の風致維持に努めた景観となっている。本有料道路の開通に伴い、1987年（昭和62年）4月に岐阜県道路公社が導入したカード方式の回数券「ぎふとーる」は、有料道路で最初に導入されたプリペイドカードである。
2010年（平成22年）3月に策定された岐阜県の行財政改革アクションプランで、岐阜県道路公社が管理する有料道路を無料開放し同公社を解散する方針が示され、長良川リバーサイド有料道路も2012年（平成23年）4月1日午前0時に無料開放された。無料化前の同年3月28日と無料化後の同年4月6日の交通量調査結果によると、1日あたりの交通量は、無料化前の約3,700台から無料化後の約10,300台へと約2.8倍に増加した。
当該区間に直結する県道上白金真砂線・芥見町屋工区（岐阜市芥見大退 - 同市芥見町屋）の2車線化拡幅と、当該区間の周辺に位置する岐阜東バイパスの一部区間（岐阜市日野南 - 同市岩田西）の供用開始に伴い、旧長良川リバーサイド有料道路の交通量は、整備前（2010年10月）の4,100台から岐阜東バイパス開通1か月後（2013年11月）は14,300台へと3.5倍に増加した。

### 路線概要
- 路線名：一般県道上白金真砂線
- 起点 : 岐阜県関市上白金（国道156号交点）
- 終点 : 岐阜県岐阜市大宮町（県道52号岐阜白鳥線[10]交点）
- 路線延長 : 10.2 km
- 車線数 : 2車線
- 総事業費 : 58億円
- 主な構造物
  - 金華山トンネル : 804.4 m
  - 兎走山（うそやま）トンネル : 235.0 m[2]
    - 兎走山は「うそやま」が正式名だが[11]、地元では「とのやま・とそうやま」と呼ばれている[12]。国土交通省「道路メンテナンス年報」（令和2年度）点検実施施設名一覧では「ウソウヤマトンネル」のフリガナが振られている[13]。

### 旧有料道路区間
- 路線名：一般県道上白金真砂線
- 起点 : 岐阜市芥見
- 終点 : 岐阜市岩田西
- 路線延長 : 1.13 km（内トンネル : 264.0 m）
- 道路規格 : 第3種第3級
- 設計速度 : 50 km/h
- 車線数 : 2車線
- 幅員 : 10.75 m（うち道路部 : 6.00 m）
- 総事業費 : 14億円
- 料金徴収期間 : 25年（1987年4月1日 - 2012年3月31日）
  - 当初予定 : 30年間（1987年4月1日 - 2017年3月31日）
- 料金徴収方法 : 自動料金収受機
- 工事期間 : 1984年9月1日 - 1987年3月31日
- 主な構造物
  - 祇園山トンネル : 88.0 m
  - 清水山トンネル : 176.0 m

## 歴史

### 年表
- 1987年（昭和62年）
  - 3月31日 - 午後2時から開通式
  - 4月1日 - 午前6時から供用開始
- 1988年（昭和63年）
  - 1月14日 - 100万台突破記念事業を実施
  - 11月30日 - 200万台突破記念事業を実施
- 1991年（平成3年）8月19日 - 500万台突破記念事業を実施
- 1993年（平成5年）度 - 回数券の販売促進の一環で新たな「とーるカード」を作成
- 1995年（平成7年）3月2日 - 1000万台突破記念事業を実施
- 2000年（平成12年）7月6日 - 2000万台突破記念事業を実施
- 2003年（平成15年）度 - 自動料金収受システムを更新
- 2004年（平成16年）度 -  2500万台突破記念事業を実施
- 2012年（平成24年）4月1日 - 午前0時から無料開放、地元主催による無料化式典を実施

## 路線状況

### 有料時代の利用状況
- 2003年度 : 145万7283台（料金収入：1億2837万7860円）[14]
- 2004年度 : 141万9609台（料金収入：1億2546万2651円）[14]
- 2005年度 :
- 2006年度 : 148万1456台（料金収入：1億3022万1000円）[15]
- 2007年度 : 145万2234台（料金収入：1億2669万8479円）[15][16]
- 2008年度 : 143万3071台（料金収入：1億2397万2947円）[16]
- 2009年度 : 138万0922台（料金収入：1億1893万1898円）[17]
- 2010年度 : 130万1300台（料金収入：1億1107万8009円）[18]

### 有料時代の通行料金
- 普通車 : 100円
- 大型車(I) : 150円
- 大型車(II) : 350円
- 軽自動車等 : 50円
- 軽車両等 : 10円（自転車は無料）